# دونوازی (آلبوم)
 دو نوازی نام یک آلبوم موسیقی اثر پرویز مشکاتیان، هنرمند ایرانی است که در سبک  سنتی تهیه شده و دارای ۱۰ آهنگ است. ناصر فرهنگ‌فر و جمشید محبی نیز در ساخت این آلبوم همکاری کرده‌اند.

## فهرست آهنگ‌ها
| ردیف | آهنگ                                      |
| ۱    | پیش درآمد همایون                          |
| ۲    | درآمد و اجرای آزادی از تصنیف هم‌نشین درد ۱ |
| ۳    | درآمد و اجرای آزادی از تصنیف هم‌نشین درد ۲ |
| ۴    | جامه دران                                 |
| ۵    | بیداد                                     |
| ۶    | چهارمضراب همایون                          |
| ۷    | در غم                                     |
| ۸    | چهارمضراب مخالف                           |
| ۹    | مخالف سه گاه و فرود                       |
| ۱۰   | پگاه                                      |